# Faluche

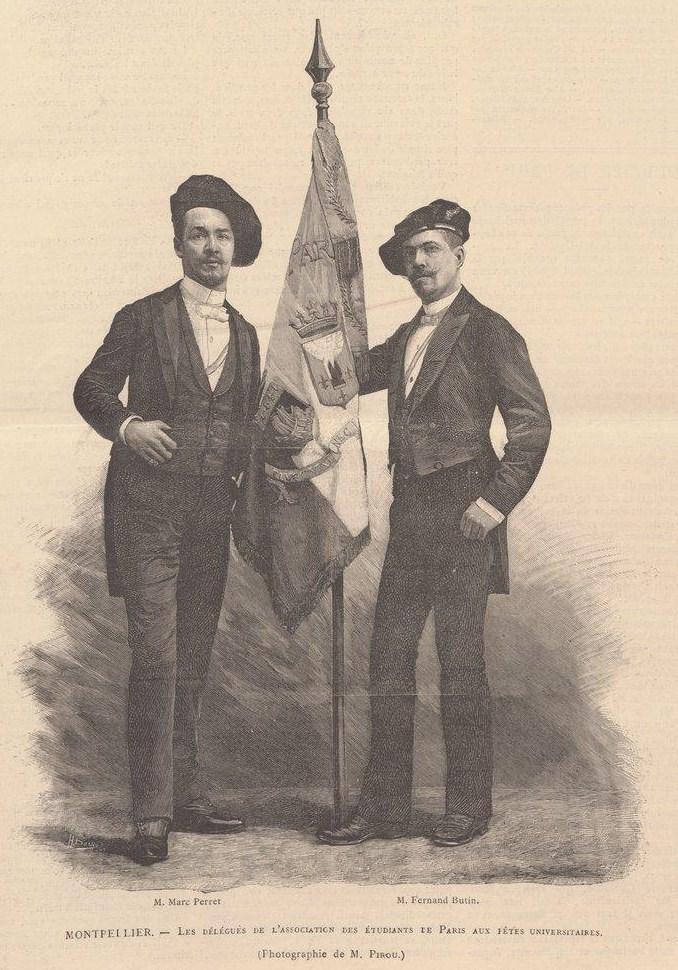
Die Pariser Delegierten bei den Studentenfesten in Montpellier im März 1891

Die Faluche ist die traditionelle Studentenmütze in Frankreich. Die barettähnliche Kopfbedeckung wurde 1888 eingeführt und ersetzte die aus dem Mittelalter stammende Doktormütze, die Teil des französischen Universitäts-Talars war. Die Bezeichnung Faluche stammt von dem gleichnamigen nordfranzösischen Brot, dessen Form ähnlich ist. Das Tragen von Faluchen ist seit Ende der 1960er Jahre stark in Verruf geraten. Während der Studentenbewegungen im Mai 1968 wurde die Faluche in einigen Fakultäten als Symbol für reaktionären Aktivismus und Unterwerfung unter das „Mandarinat“ bezeichnet.

## Geschichte

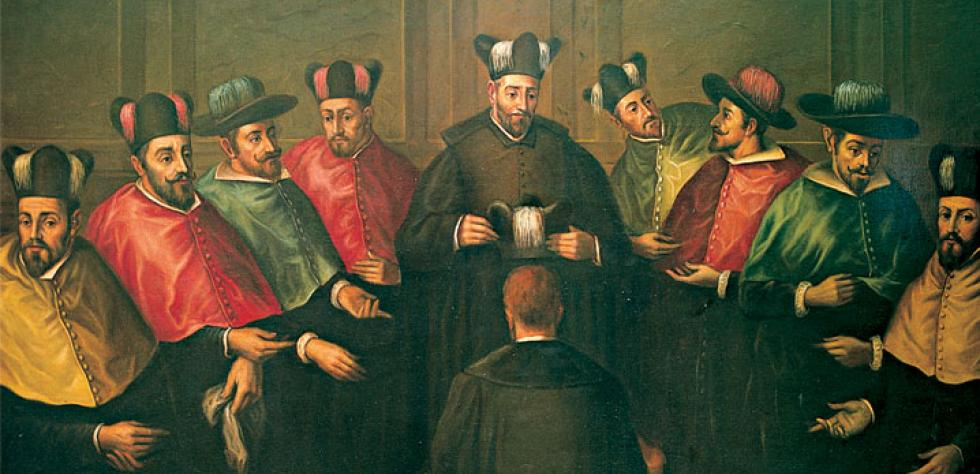
Zeremonie zur Verleihung der Doktorandenmütze, dem Vorläufer der Faluche, hier an der Universität Complutense im Madrid.

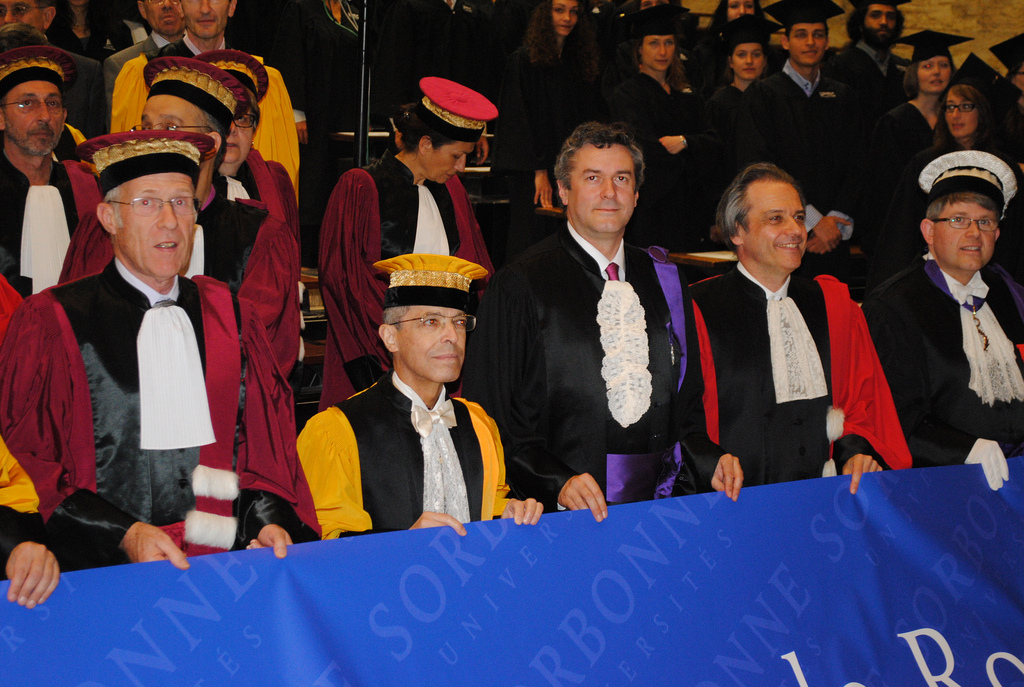
Doktoren der Sorbonne

### Anfänge in Bologna
Im Juni 1888 wurden unter der Schirmherrschaft von Giosuè Carducci die großen Feierlichkeiten von Bologna zum achthundertsten Jahrestag der Alma Mater Studiorum, der Universität von Bologna, der ältesten Universität Europas, veranstaltet. Der offizielle italienische Name der heute als „Bologna-Feierlichkeiten“ bekannten Veranstaltung lautete: Congresso Nazionale ed Internazionale degli Studenti Universitari (Nationaler und Internationaler Kongress der Universitätsstudenten).
Hierfür waren Universitätsdelegationen aus vielen Ländern anwesend. Unter ihnen befand sich auch eine französische Delegation, die sowohl von der 1884 gegründeten Association générale des étudiants de Paris (AGEP), auch „A“ genannt, als auch vom Präsidenten der Republik Sadi Carnot beauftragt worden war. Sie setzte sich aus sechs Studenten zusammen: Chaumeton, Chandebois, Stœber, Bernard, Franck und Demolon.
Bei diesen Feierlichkeiten auch viele andere Studentendelegationen anderer Länder anwesend, welche ihren jeweiligen Studententraditionen nach besondere Kleidung trugen. So trugen die Mitglieder der Tunas Umhänge mit breiten Bändern und Hüte mit Löffeln und die Mitglieder der Studentenverbindungen Mützen, Uniformen und Säbel. Diese Feierlichkeiten von jungen Leuten sollte die Studentenfolklore in Italien und Frankreich anregen. So kam es beim Anblick der anderen Studentendelegationen zum Streit zwischen den Italienern und Franzosen.
Auf Vorschlag von Giosua Carducci gründeten die Italiener die ordini goliardici (goliardische Orden), die umgangssprachlich auch als Goliardia bezeichnet werden. Die Franzosen gründeten die Faluche. Bei diesen handelte sich um Karnevalsvereine. Die Italiener beriefen sich auf die Tradition der Goliarden, Bacchus, Tabak und Venus, die Franzosen auf François Rabelais. Für die Goliardia wählten die Italiener eine Kopfbedeckung im Stil von Robin Hood: die feluca, auch goliardo, pileo oder berretto universitario (Universitäts-Barett) genannt. Die Franzosen wählten sich als Erkennungszeichen das bolognesische Barett aus schwarzem Samt, der für sie den Namen Faluche trug und auch der Name ihrer neuen Organisation wurde.

### Rückreise nach Paris
Am 25. Juni 1888 traf die französische Studentendelegation von der Rückreise aus Bologna in Paris ein. Das neue studentische Barrett sorgt für Aufsehen im traditionellen Studentenviertel Quartier Latin. Schließlich wurde die Faluche von den Studenten Frankreichs bei den Feierlichkeiten anlässlich des 600. Gründungsfests der Universität Montpellier, welche vom 22. bis 25. Mai 1890 stattfanden, offiziell eingeführt. Für die Pariser und für die Bewohner der Provinz wurde die Faluche zum „Barett der Studenten“. Mehrere Jahrzehnte lang erscheint sie in ganz Frankreich untrennbar mit den Studenten verbunden. Ihr Bekanntheitsgrad übertraf die Faluche als Organisation.

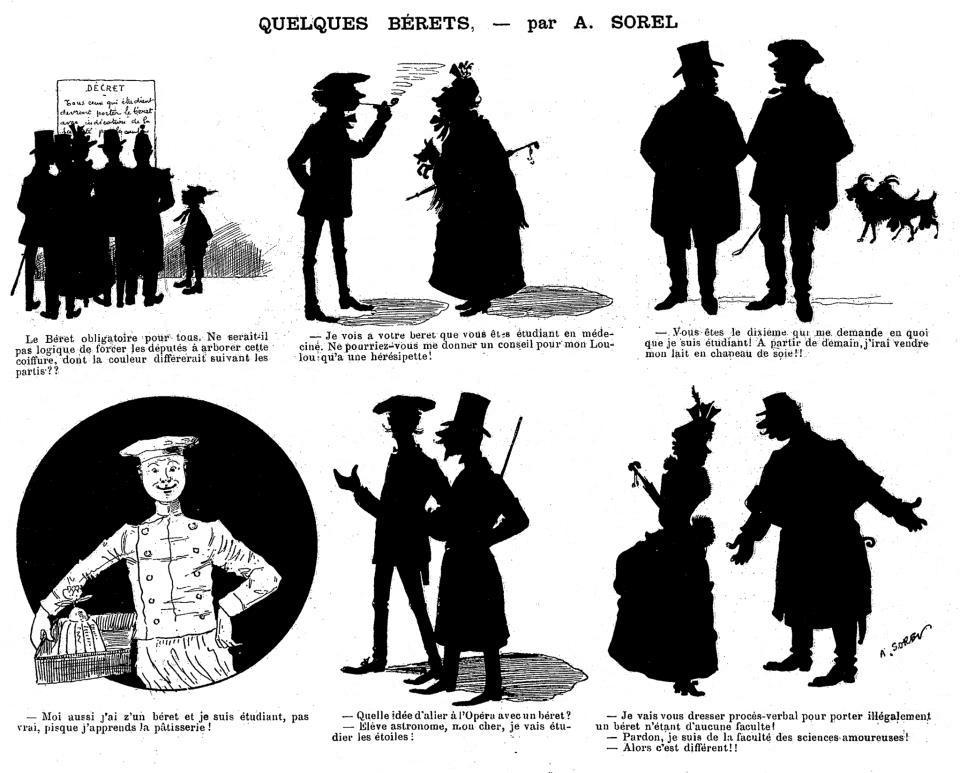
Die französische Studentenmütze, bevor sie zur Faluche wurde. Auszug aus der Zeitung La Caricature vom 16. Februar 1889.[3]...
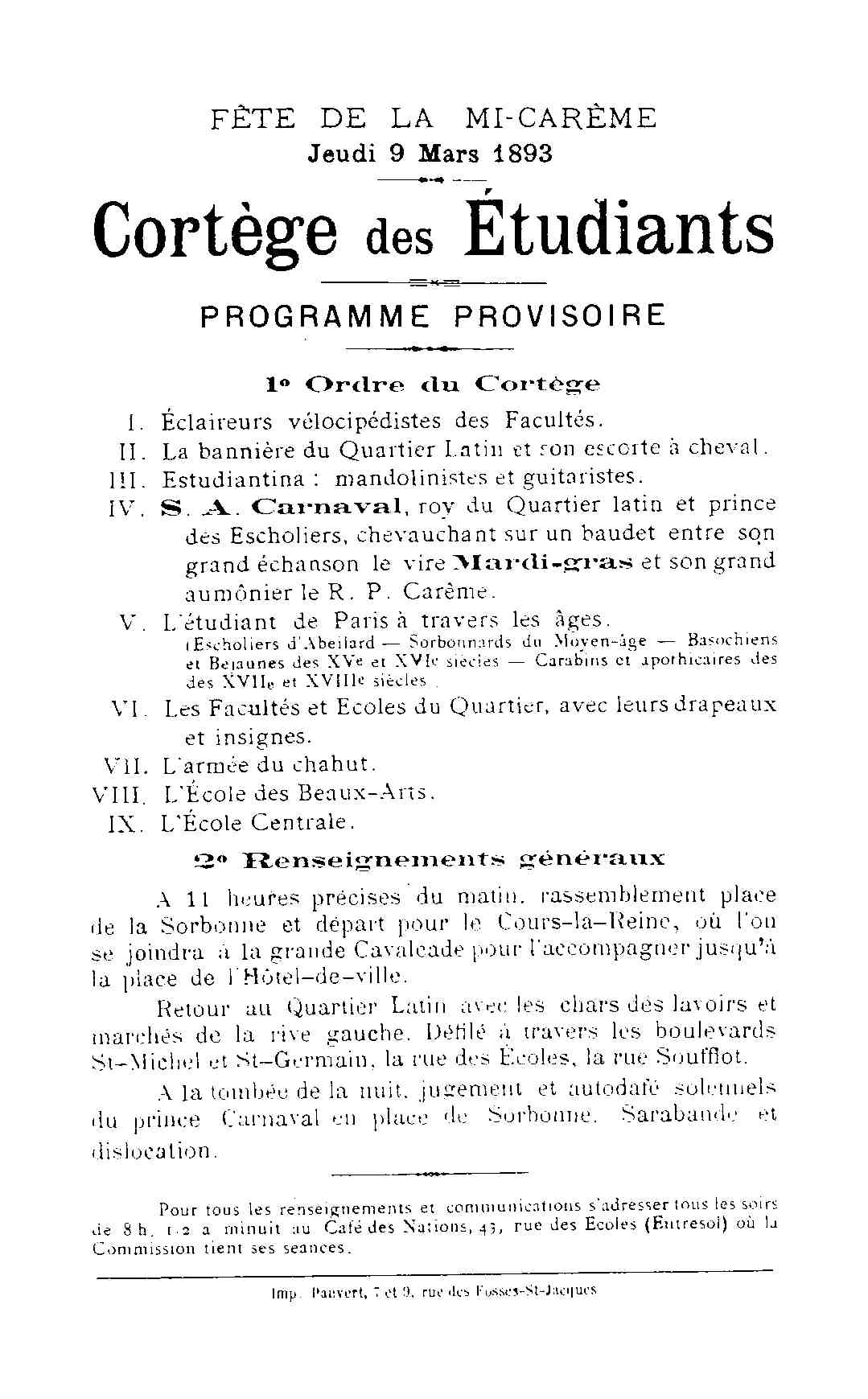
Programm des Umzugs der Pariser Studenten für die Mi-Carême 1893.
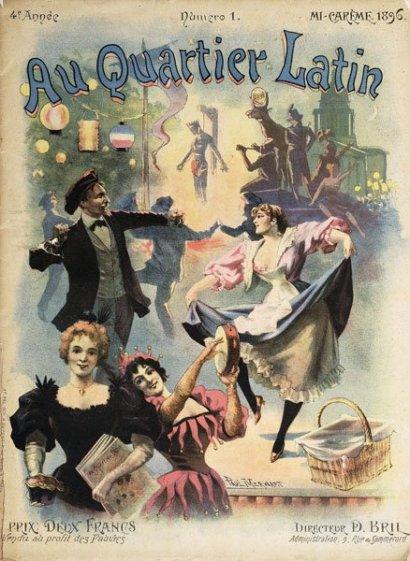
Auf diesem farbigen Titelbild von Paul Merwart für eine Zeitschrift, die anlässlich der Mi-Carême 1896 in Paris herausgegeben wurde, ist ein Student mit einer Faluche abgebildet.
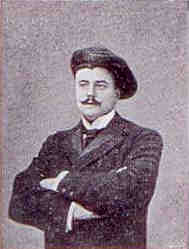
Adolphe Foucart, Vertreter Belgiens beim ersten Föderalen Präsidialrat der Corda Fratres – Internationale Studentenvereinigung in 1898, mit seiner Faluche.

### Die Faluchards gründen 1907 die UNAGEF
Am 4. Mai 1907 gründeten die Allgemeinen Studentenvereinigungen von Bordeaux, Dijon, Lille und Lyon in Lille die erste unabhängige nationale Studentenorganisation Frankreichs: die Union nationale des associations générales d'étudiants de France UNAGEF, die die italienische Vormundschaft der Corda Fratres sowie die Pariser Vormundschaft der AGEP ablehnte.

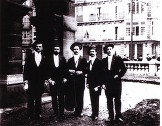
Der erste Vorstand der UNAGEF im Jahr 1907.
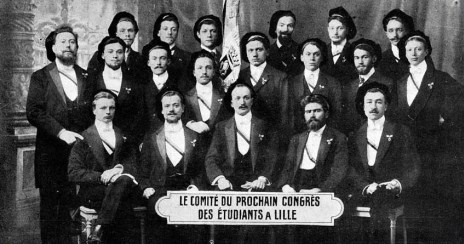
Das Komitee zur Vorbereitung des Studentenkongresses, auf dem 1907 in Lille die Union nationale des associations générales d'étudiants de France – UNAGEF gegründet wird.

### Die Faluche in Straßburg in 1909
Schon im 1909 besuchte eine Delegation des Fachschaft der Pharmaziestudenten aus Straßburg (H2S) Nancy, um der 2. Kongress der Pharmaziestudenten, im Rahmen des 3. Kongresses der UNEF teilzunehmen. Auf diesem Kongress brachten sie aus Misstrauen gegenüber den deutschen Behörden die ersten Faluches nach Straßburg mit.

### Straßburger Studenten in Paris 1919
1919 wurde die Stadt Straßburg, die seit 1871 deutsch war, wieder französisch. Daher besuchte noch im selben Jahr eine Delegation von Straßburger Studenten Paris. Dies war ein Anlass für die Pariser Faluchards, im Bahnhof Paris-Est eine feierliche patriotische Empfangsveranstaltung mit Fahnen zu organisieren.

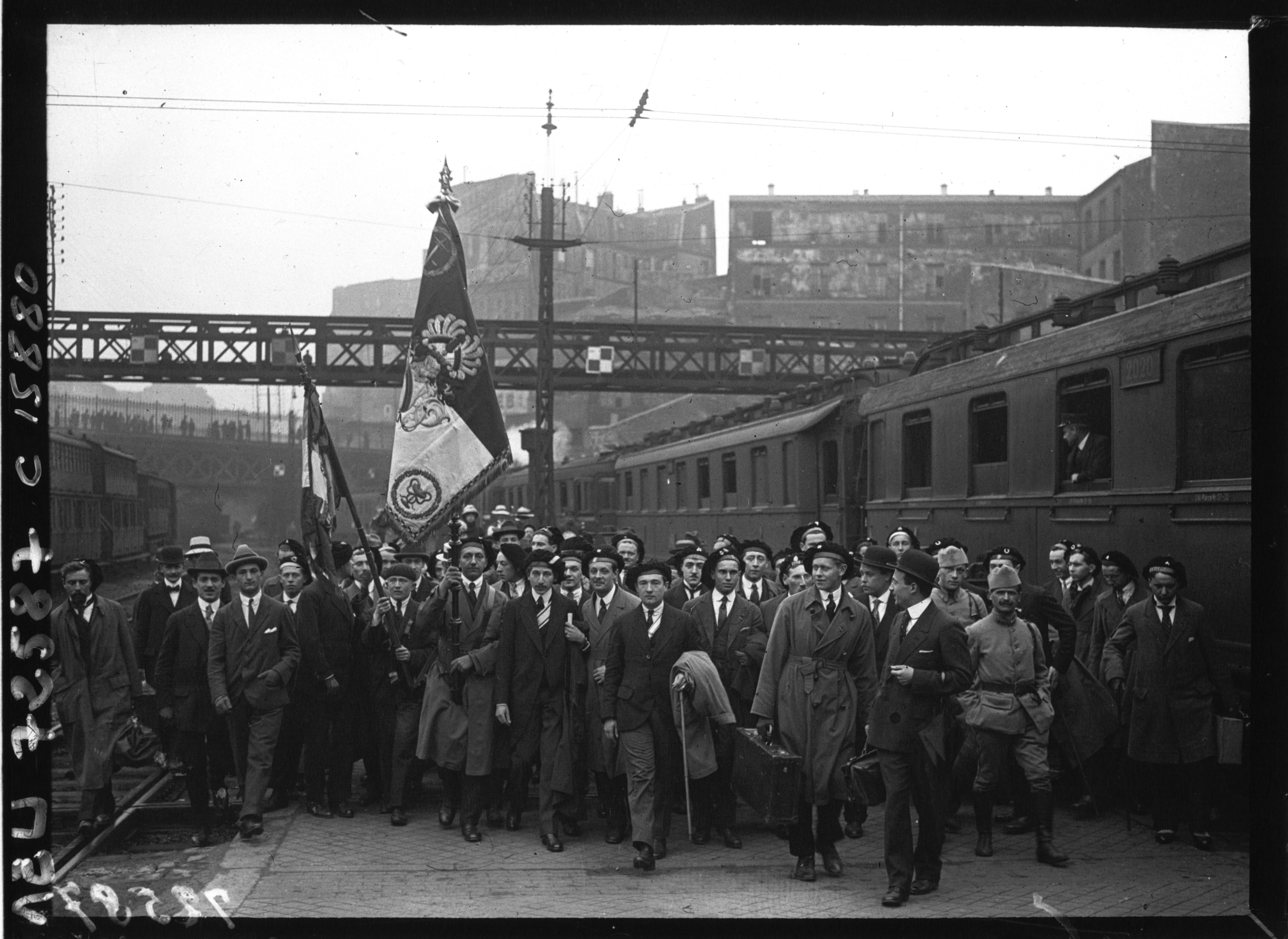
Ankunft der Straßburger Studenten in Paris in 1919
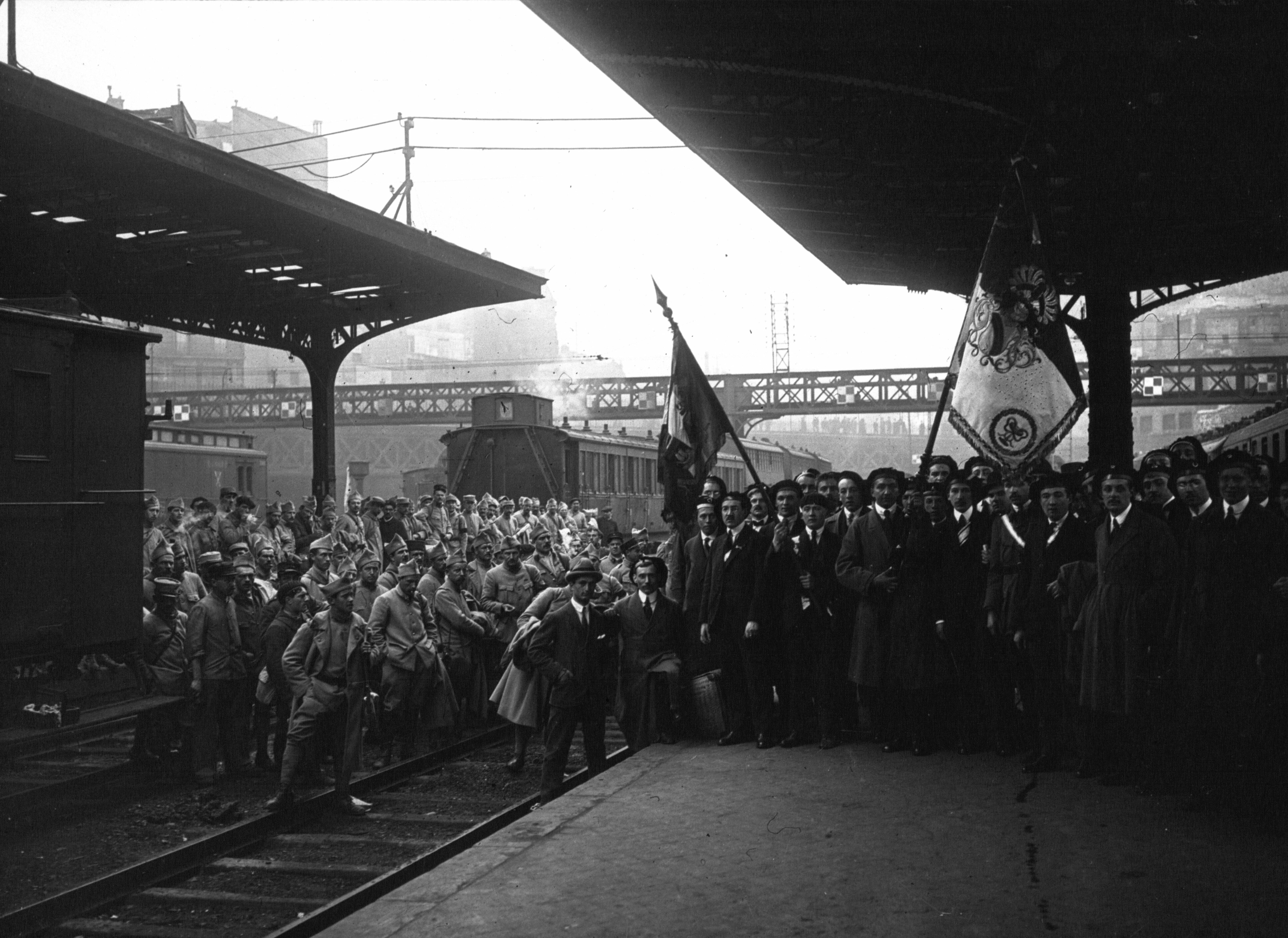
Ankunft der Straßburger Studenten in Paris in 1919 (2)
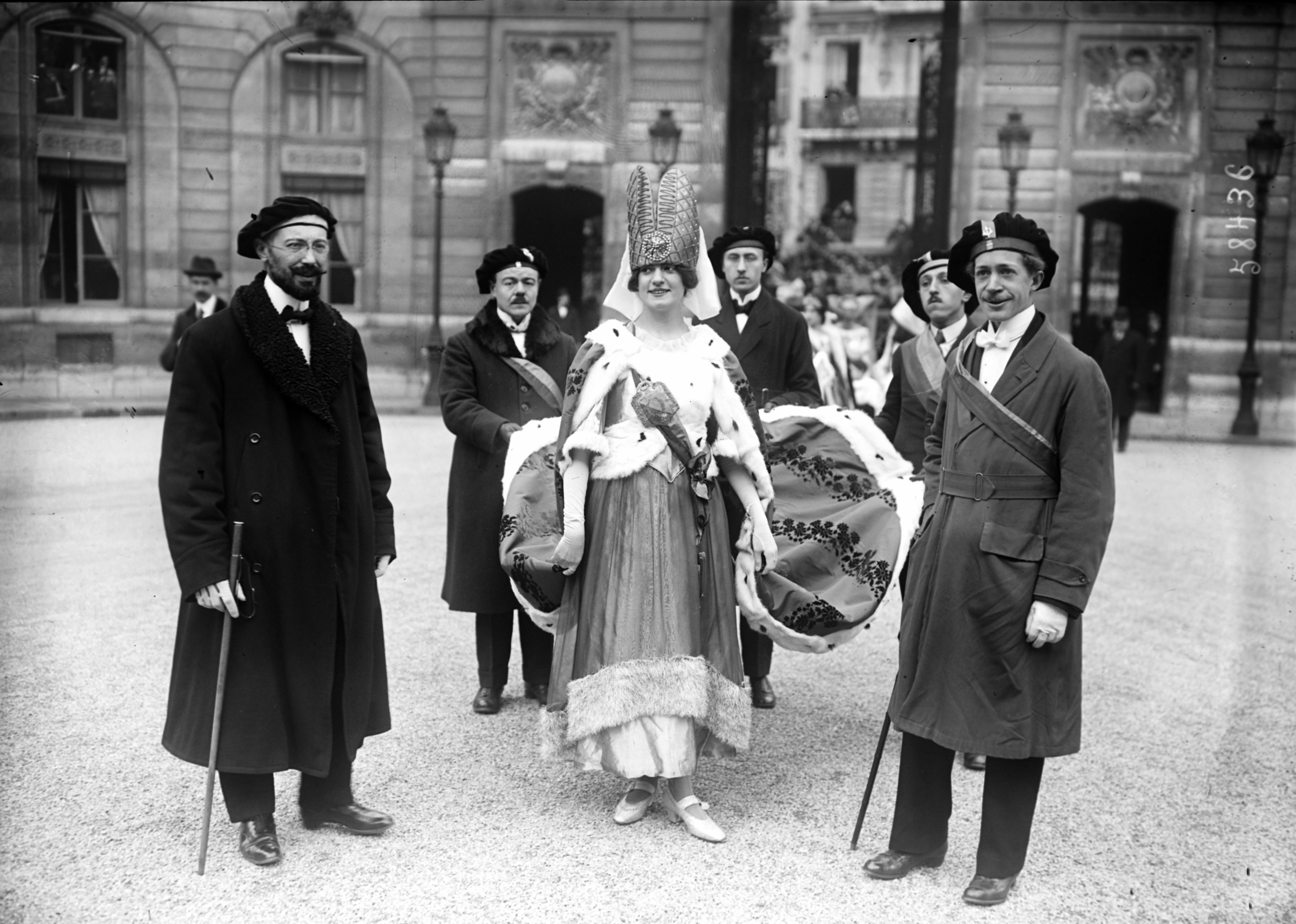
Die „Pariser Studentenkönigin“ wird am Donnerstag der Mi-Carême im Élysée-Palast empfangen 11. März 1920

### Die Faluchesuppenküche 1932
Anfang der 1930er führte die Wirtschaftskrise dazu, dass viele Pariser keine Arbeit mehr hatten und in Armut gerieten. Diese Notlage wurde durch die Studenten der Faluchards erkannten, welche in Paris eine karitative Einrichtung zur Verteilung von Suppen an Arbeitslose gründeten. Von dieser sind drei Fotos erhalten, die von der Agentur Mondial im Jahr 1932 aufgenommen wurden..

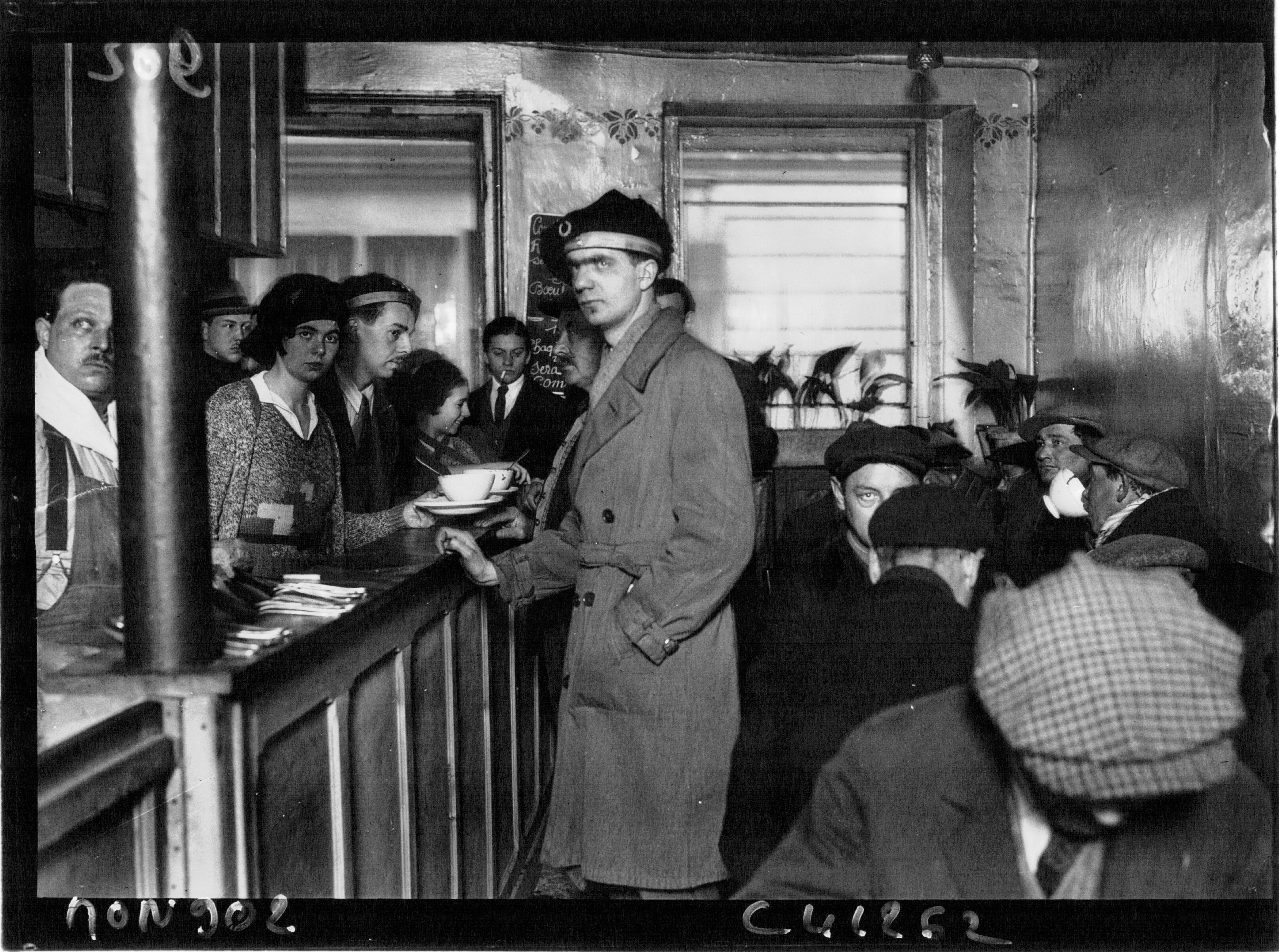
Foto der Suppenküche der Faluchards, welche für die Arbeitslosen organisiert wurde 1932 (1) – Agence mondial 1932
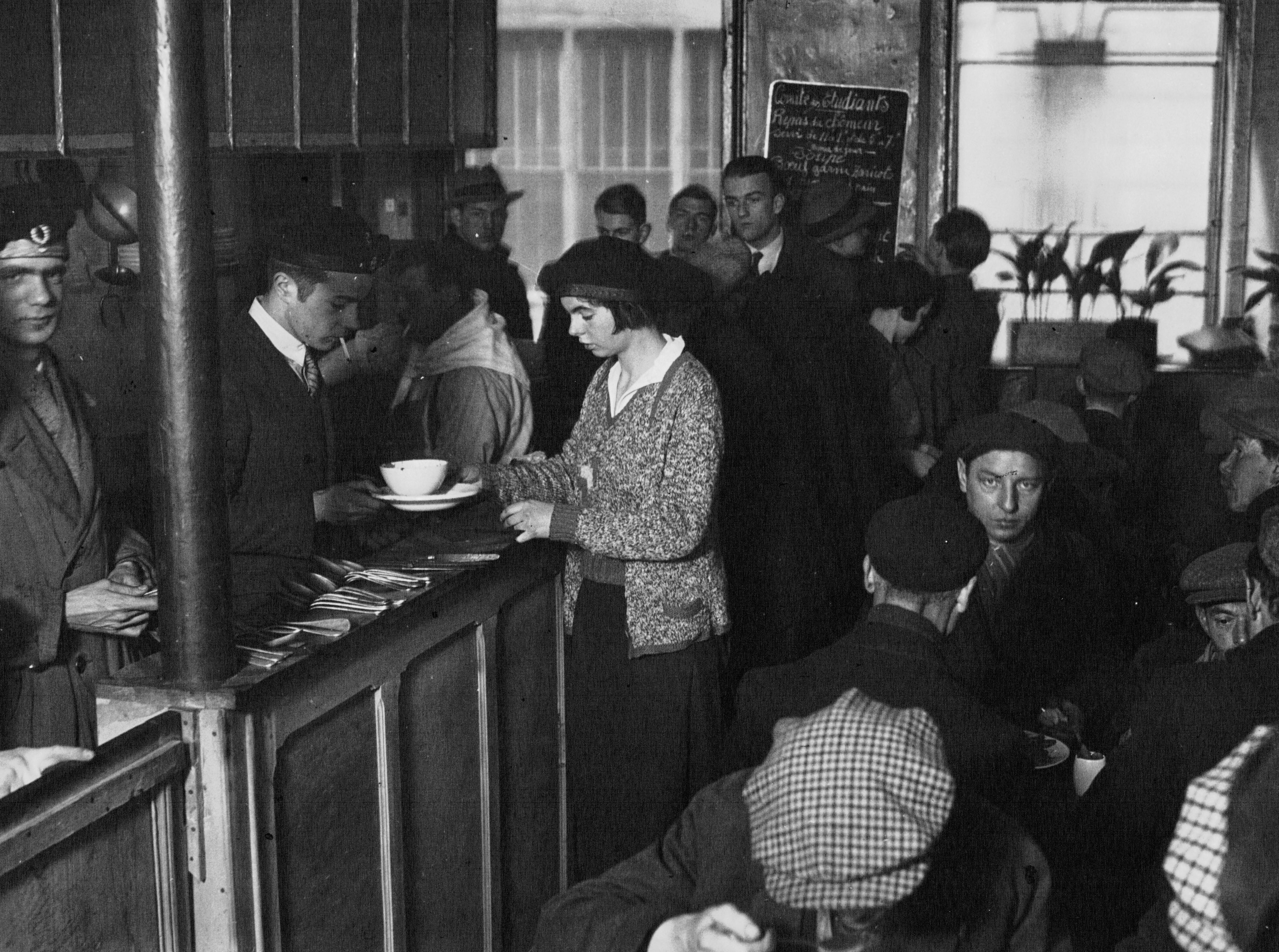
Foto der Suppenküche der Faluchards, welche für die Arbeitslosen organisiert wurde 1932 (2) – Agence mondial 1932
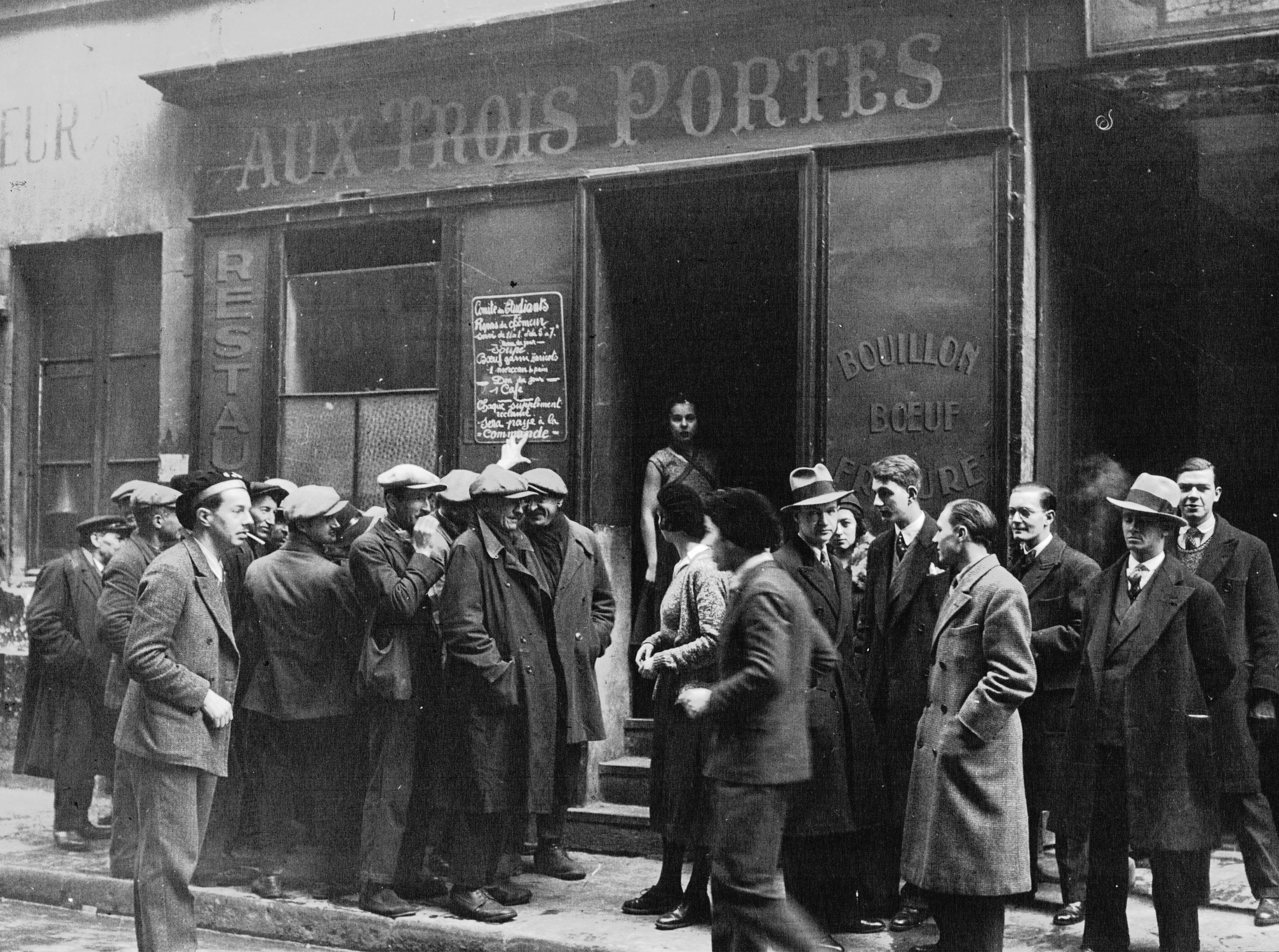
Foto der Suppenküche der Faluchards, welche für die Arbeitslosen organisiert wurde 1932 (3) – Agence mondial 1932

### Die „Faluchenwoche“ in den Jahren 1938 und 1939

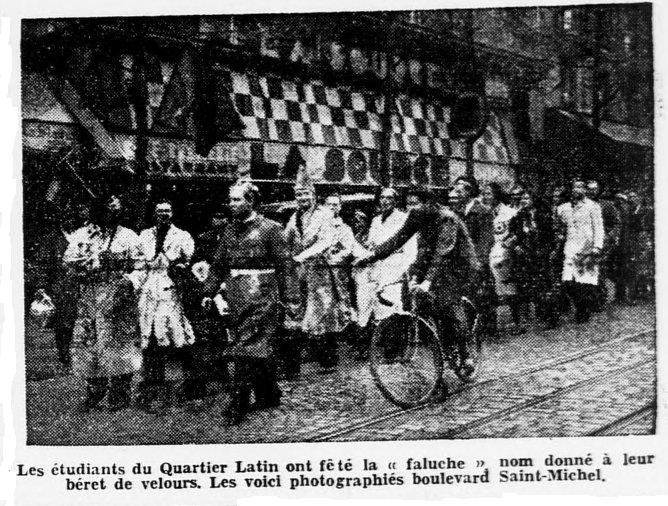
Die Pariser Studenten feiern 1938 das 50-jährige Bestehen der Faluche

1938 gedenken die Pariser Studenten freudig des 50. Jahrestags des Bologna-Kongresses von 1888 und der Geburt der Faluche. Zu diesem Anlass veranstalten sie eine Faluch-Woche. Ihre Absicht ist es, eine Festtradition ins Leben zu rufen, wie sich in einem Artikel der Zeitung Le Temps widerspiegelt, der am 28. März 1939 die zweite Faluchenwoche ankündigt.
Die „humoristischen Sportarten“ geben Anlass zu einem Angelwettbewerb im Becken des Edmond-Rostand Platz vor den Toren des Jardin du Luxembourg.
Le Matin beschreibt die Faluche und erwähnt anlässlich des Festes die Titel und Insignien der Pariser Würdenträger der Faluche. In dem Artikel wird fälschlicherweise 1889 und nicht 1888 als Datum des Kongresses in Bologna angegeben, auf dem die Faluche gegründet wurde.
Am darauffolgenden 2. September beginnt der Krieg. Die jährliche Pariser Faluche-Festlichkeit wird nicht wiederholt.

### Das letzte Fest vor dem Krieg: Der „schwimmende Kongress“ von 1939
Am 19. August 1939 werden die Studentendelegierten aus verschiedenen Ländern in Paris von den belgischen und französischen Faluchards empfangen. Sie fahren gemeinsam zum katholischen Studentenkongress „Pax Romana“, der in den Vereinigten Staaten stattfinden soll, und zwar in Washington vom 27. August bis zum 2. September und endet in New York vom 2. bis zum 9. September.
Le Temps schreibt :
Große Aufregung heute Morgen am Gare Saint-Lazare vor dem transatlantischen Zug um 9.45 Uhr. Eine große Jugend tummelte sich zwischen dem gewöhnlichen Strom der Reisenden. Französische und belgische Studenten, die die „Faluche“ in den Farben ihrer jeweiligen Universitäten trugen, begrüßten die Kommilitonen, die aus allen Ländern Europas, aus Spanien, Finnland, Litauen, Jugoslawien usw. gekommen waren, um die Delegation katholischer Studenten zu vergrößern, die zum Kongress von „Pax Romana“ nach Amerika reiste. Es sind auch Studentinnen dabei. Eine von ihnen, eine Ungarin, trägt einen Kranz aus bunten Blumen.
Robert Boudet, der Präsident des französischen Verbands katholischer Studenten, spricht über die Überfahrt:
Ich freue mich auch auf den „schwimmenden Kongress“, den wir zusammen mit unseren europäischen Freunden auf der De-Grasse veranstalten werden., während der Überfahrt. In unseren Augen kann nichts einen fairen Meinungsaustausch zwischen der Jugend der verschiedenen Länder ersetzen; die Schwierigkeiten der heutigen Zeit machen ihn notwendiger denn je.

### Die Faluche während der deutschen Besatzung

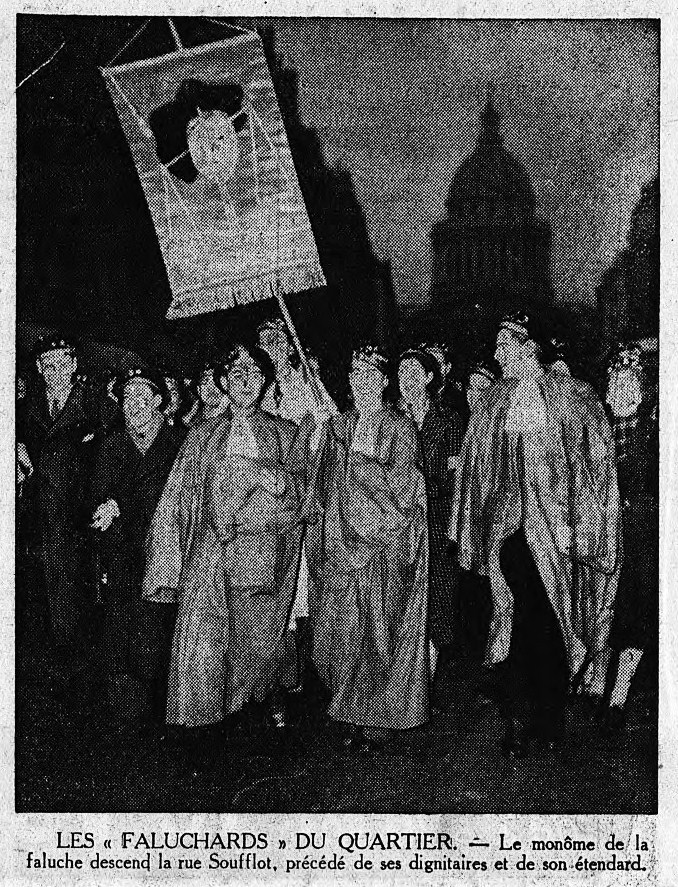
Der Gedenkmonoment von 1939 im Soufflot Straße mit Würdenträgern und Standarte.

Am 11. November 1940, dem 22. Jahrestag des Waffenstillstand von Compiègne (1918), begeben sich Hunderte Pariser Studenten zum Arc de Triomphe. Sie wollen das Andenken des Grabmal des unbekannten Soldaten ehren und so gegen die deutsche militärische Besetzung Frankreichs protestieren.
Es ist die erste öffentliche Demonstration gegen die Besatzer. Sie wurde streng niedergeschlagen. Eine Gedenktafel an der Wand der Botschaft von Katar am oberen Ende der Champs-Élysées erinnert heute an die Studentendemonstration vom 11. November 1940.
Die Faluche, die keinen politischen Charakter hat, schafft es, während der Besatzungszeit weiterhin öffentlich zu existieren. Ein Beispiel dafür liefert das Journal des débats vom 22. Juni 1941, das nach Clermont-Ferrand evakuiert wurde. Es kündigt eine Demonstration an, bei der die Studenten aufgefordert werden, mit ihrer traditionellen Kopfbedeckung teilzunehmen:
„Der Vorstand der Association générale des étudiants de Clermont-Ferrand (AGEC) und der Vorstand der Association fédérative générale des étudiants de Strasbourg (AFGES), laden die Studenten ausdrücklich dazu ein, sich morgen, am Sonntag, um 14 Uhr einzufinden. 15 Uhr in den Lecoq Garten, wo die Delegationen der verschiedenen regionalen Jugendbewegungen dem Salut aux Couleurs beiwohnen werden. Sie hoffen, dass alle Studenten, die sich ihres Platzes in der französischen Jugend bewusst sind, bei dieser Veranstaltung würdig vertreten sein wollen, d. h., dass sie sehr zahlreich kommen werden. Der Salut aux Couleurs findet um 14 Uhr Jaude Platz statt, und wir begeben uns zum Lecoq Garten, um dem weiteren Verlauf der Demonstration beizuwohnen. Treffen in der Theater Straße (gegenüber dem Café du Globe) um genau 13.30 Uhr. Das Tragen der Faluche ist zwar nicht obligatorisch, wird aber empfohlen“.

### Die Faluche 1968–1969 und in den 1970er Jahren
In den Jahren 1968–1969 und in den 1970ern kam es zu einer starken Politisierung der Studentenschaft in verschiedenen Ländern: Deutschland, Italien, Japan, Mexiko, Polen, Tschechoslowakei und auch in Frankreich.
Die Entwicklung linksextremer politischer Studentenorganisationen in Frankreich wird nicht ohne eine Infragestellung der Faluches-Ausstellung abgehen.
Für linksradikale Studentenaktivisten, die sich auf Lenin, Trotzki, Mao Zedong oder Che Guevara berufen, ist die Faluche, die an François Rabelais erinnert, bedeutungslos. Sie erklärt sich für unpolitisch, was für sie gleichbedeutend mit rechts, aber verkleidet ist. Da sich die Faluche als festlich und identitätsstiftend versteht, nimmt sie Studenten mit und ohne politische Ansichten in ihre Reihen auf. Diese Universalität und politische Neutralität wird von den bedingungslosen Anhängern der Politisierung des studentischen Milieus nicht geschätzt.
Die Faluche wurde von einigen linksradikalen Studentenaktivisten angefeindet, aber auch von einer Mehrheit der Studenten, die sich einfach als „progressiv“ bezeichneten und der Meinung waren, dass die Faluche autoritäre, machistische und sexistische Ausschreitungen „aus einer anderen Epoche“ mit sich bringe und unwürdig sei. Der Erwerb und die Verzierung einer Faluche stellte für arme Studenten, „Arbeitersöhne“, auch eine nicht unerhebliche Ausgabe dar (die etwa zwei Monatskarten für den Bus entsprach).Diese Feindseligkeit äußerte sich insbesondere in der Praxis des Faluches-Diebstahls. Seit dieser Zeit sind sie durch eine starke, dekorative Kordel mit der Kleidung ihrer Träger verbunden.
Die Studententraditionen gingen Ende der 1960er und in den 1970er Jahren stark zurück. Dieses Phänomen ist nicht nur in Frankreich zu beobachten, sondern wird von den Studenten des Goliardischen Ordens in Italien auch als sonno sommeil (Schlaf) bezeichnet.
In den 1970er Jahren beherbergte die Region Poitevine den faluche-tragenden König der Basoche, der bekannt wurde, weil er der Krönung von Jean-Bedel Bokassa in der Zentralafrikanische Republik beiwohnte.

### Das 100-jährige Jubiläum der Faluche 1988

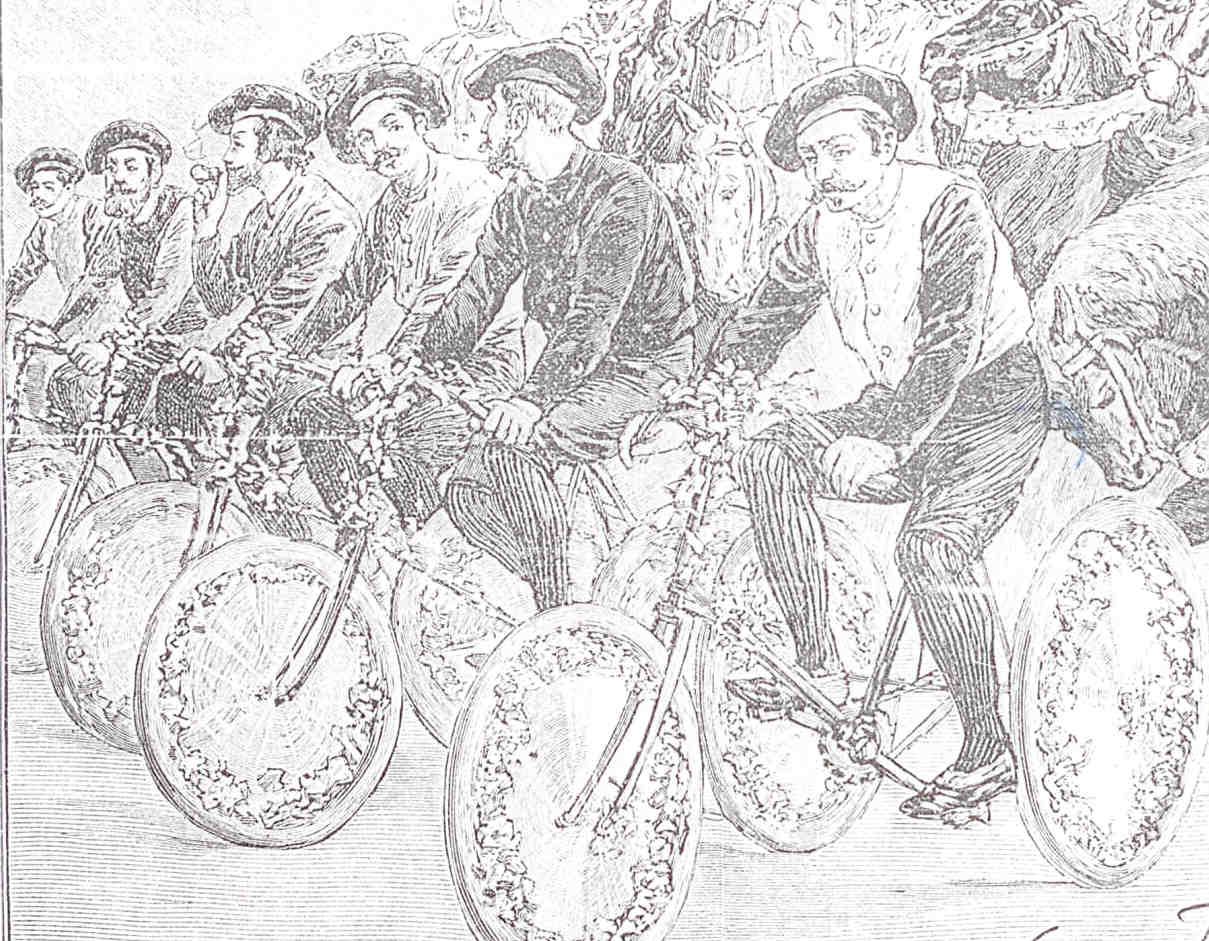
An der Spitze des studentischen Zuges bei der Mi-Carême-Kavalkade im Pariser Karneval am 9. März 1893: die „Éclaireurs vélocipédistes des facultés“, die auf blumengeschmückten Fahrrädern mit der Faluche auf dem Kopf reiten.

1988 veranstaltet die Faluche anlässlich ihres hundertjährigen Bestehens in Reims einen Kongress, der die Form eines großen nationalen Festtreffens annimmt.
Seitdem findet diese Veranstaltung jedes Jahr statt, jedes Mal in einer anderen französischen Universitätsstadt.
Daran nehmen neben den französischen Faluchards auch Delegationen von Schwesterorganisationen aus anderen Ländern teil, wie die Tunas oder die Goliardischer Orden.

### Die Faluche heute
Die Faluche ist in den meisten französischen Universitätsstädte immer noch präsent.
Sie ist neben den Traditionen an der ENSAM (Gadz'Arts) oder den Fanfaren des Beaux-Arts eine der drei ältesten Studententraditionen, die in Frankreich noch aktiv sind.

Faluchards und faluchardes.
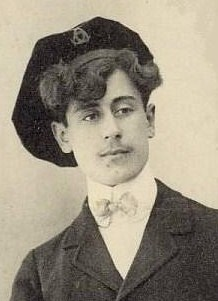
Ein Student in Bordeaux um 1900 mit seiner Faluche.
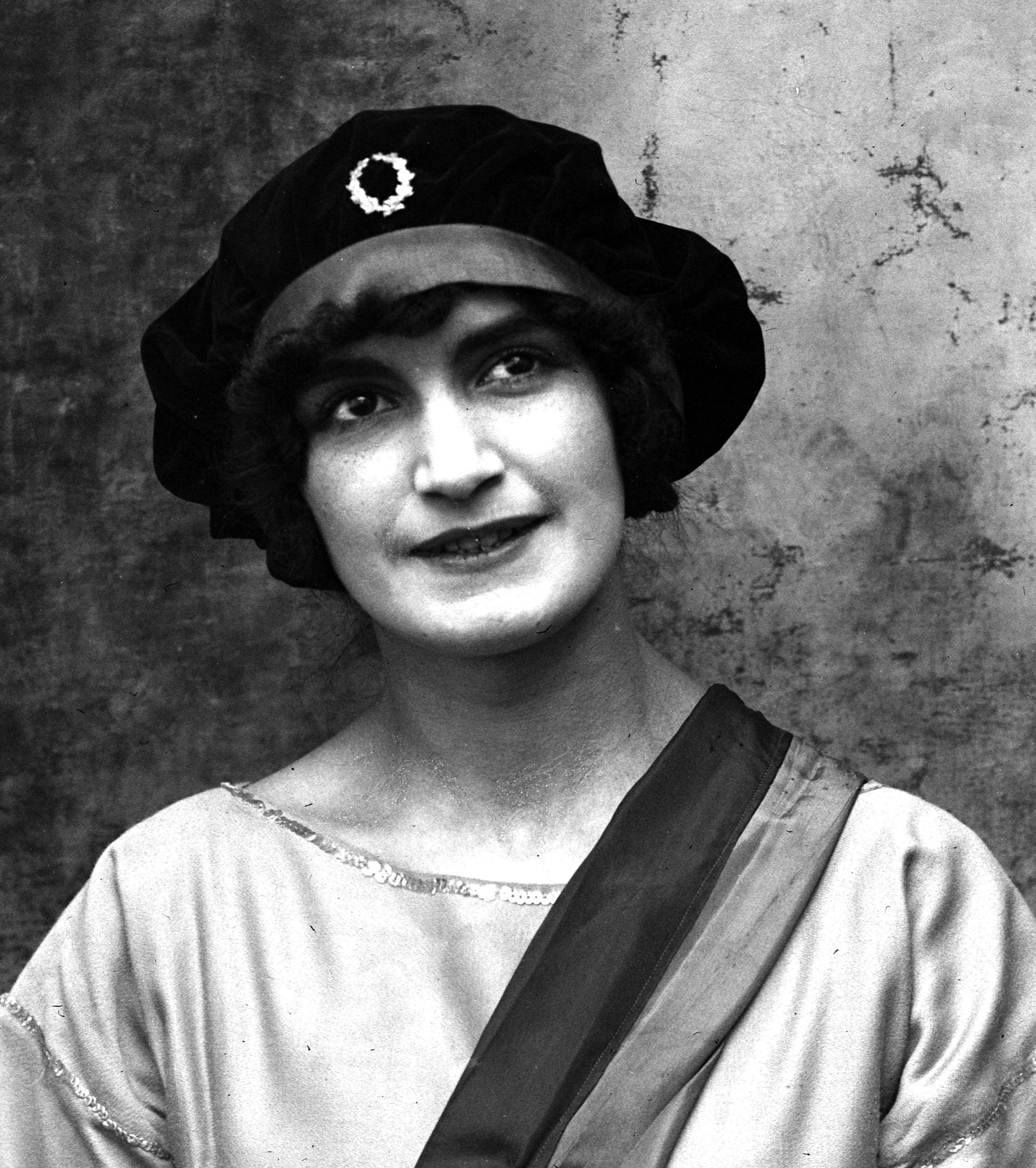
Miniah Lutetia Königin der Studenten von Paris 1921.
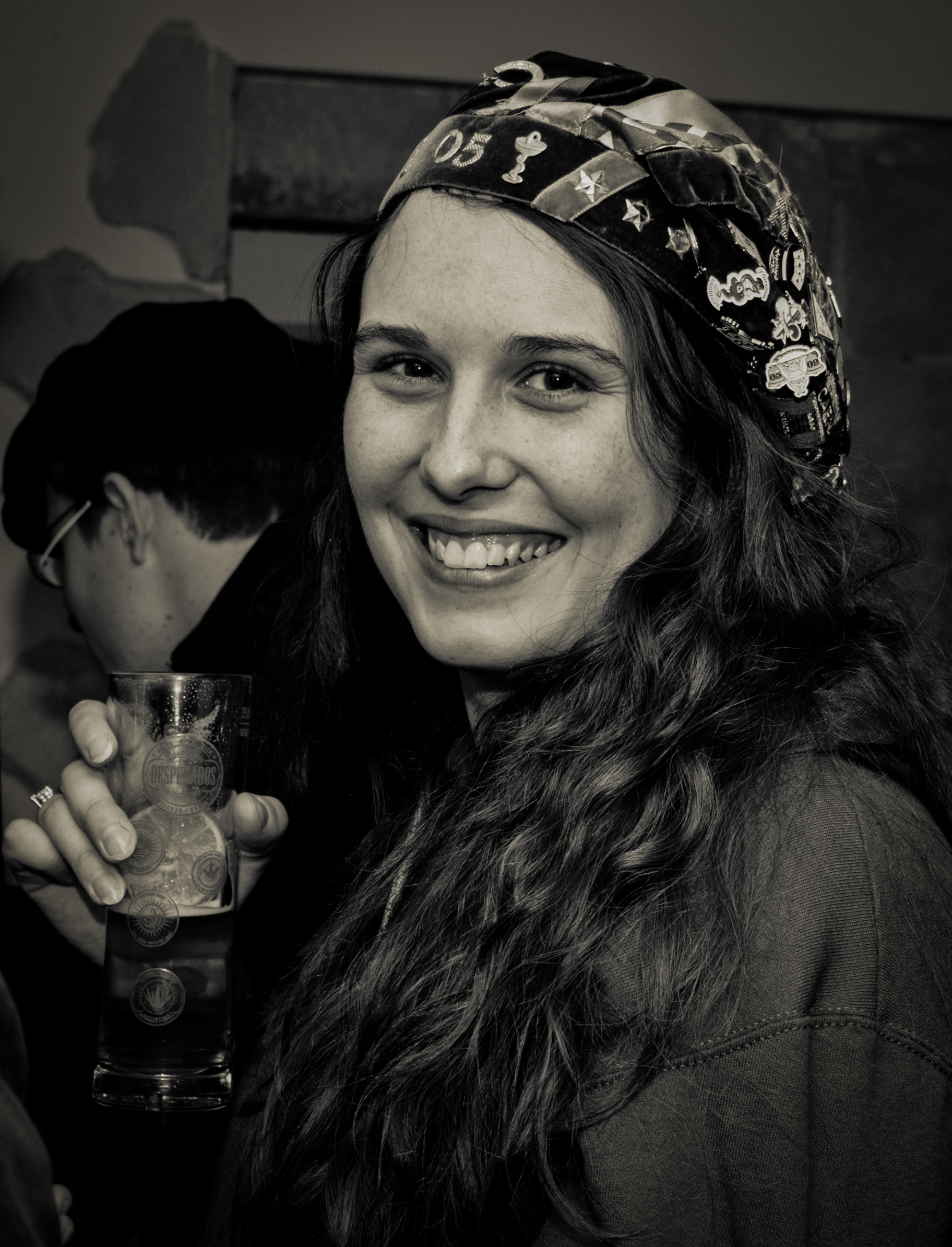
Falucharde aus Caen im Jahr 2011.
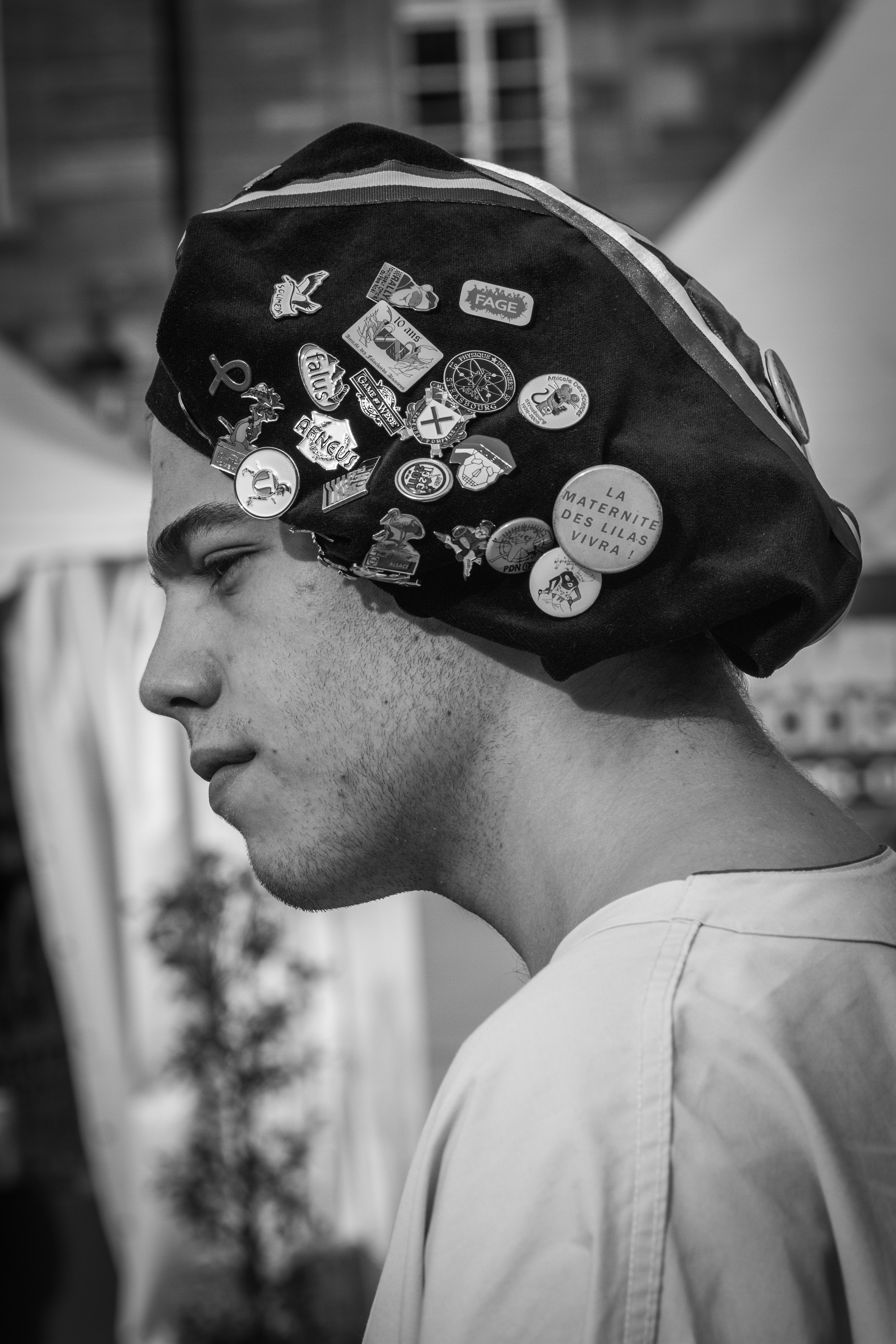
Ein Straßburger Faluchard im Jahr 2013.
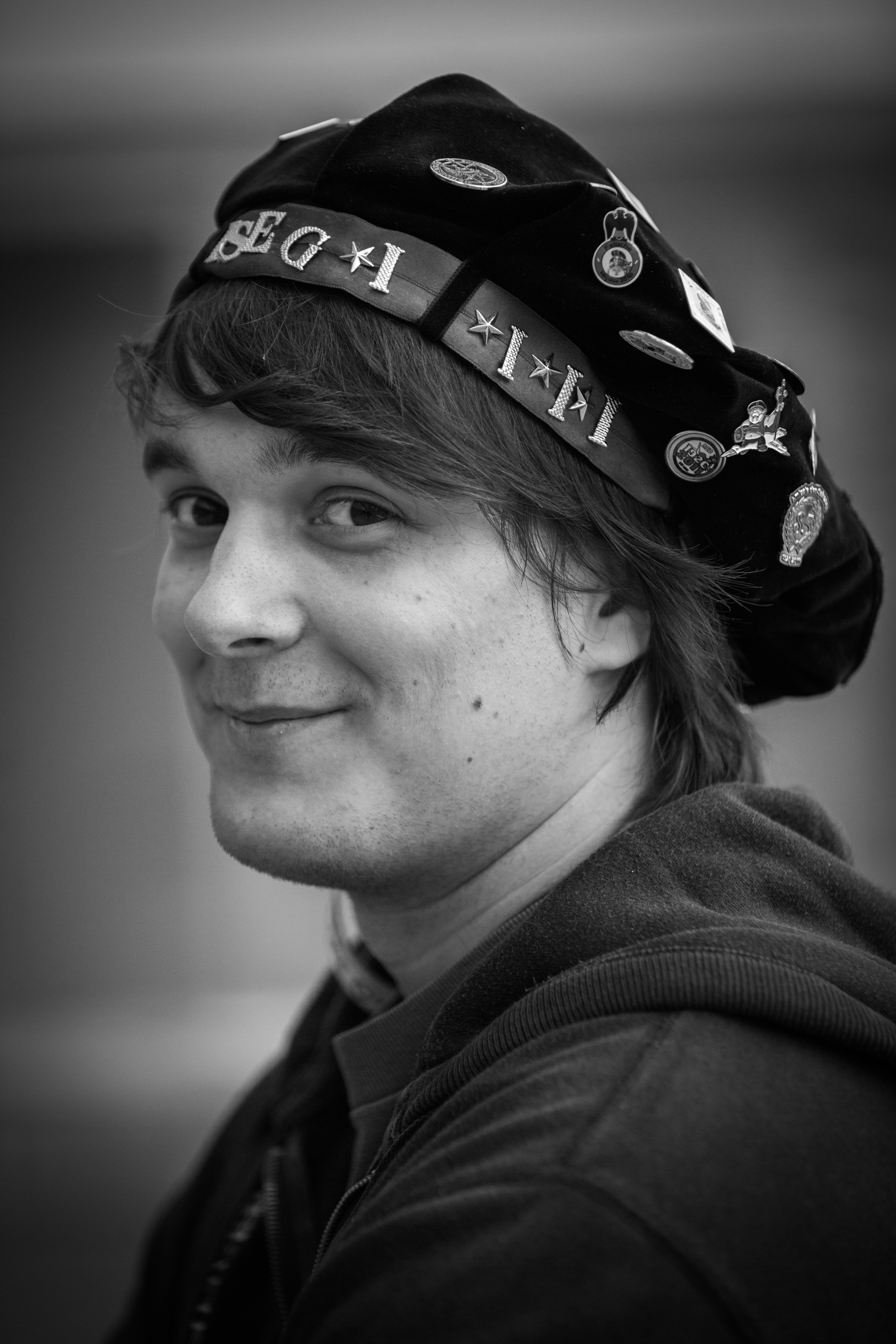
Ein Straßburger Faluchard im Jahr 2013.
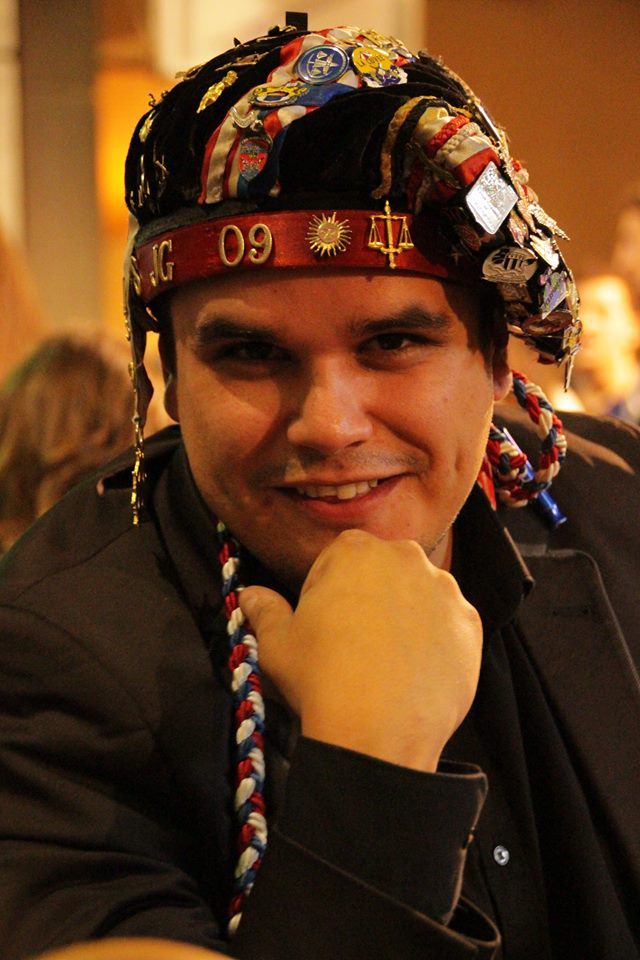
Rechtswissenschaft Faluchard im Jahr 2015.
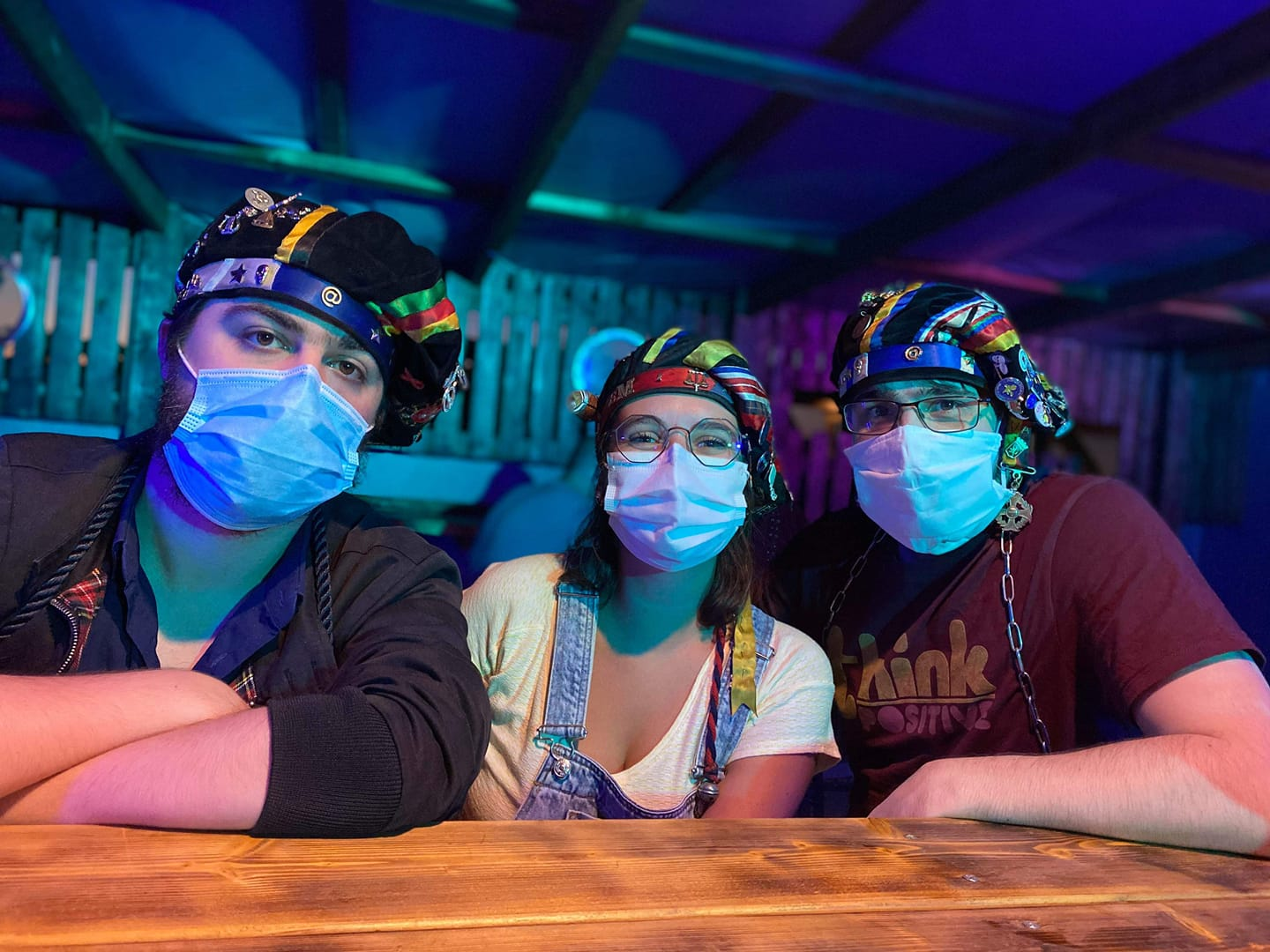
Faluchard im Jahr 2020.

#### Liste der Jubiläumskongresse
| Jahrestag | Stadt            | Datum                                |
| --------- | ---------------- | ------------------------------------ |
| 100.      | Reims            | 25. und 26. Juni 1988.               |
| 101.      | Dijon            | vom 23. bis 25. Juni 1989            |
| 102.      | Lille            | vom 22. bis 24. Juni 1990.           |
| 103.      | Clermont-Ferrand | vom 23. bis 25. Juni 1991.           |
| 104.      | Poitiers         | vom 24. bis 26. Juni 1992.           |
| 105.      | Nancy            | vom 3. bis 5. Juli 1993              |
| 106.      | Toulouse         | vom 1. bis 3. Juli 1994              |
| 107.      | Paris            | vom 30. Juni bis 2. Juli 1995        |
| 108.      | Orléans          | vom 28. bis 30. Juni 1996.           |
| 109.      | Montpellier      | vom 27. bis 29. Juni 1997            |
| 110.      | Reims            | vom 3. bis 5. Juli 1998              |
| 111.      | Grenoble         | vom 25. bis 27. Juni 1999            |
| 112.      | Lille            | vom 30. Juni bis 2. Juli 2000.       |
| 113.      | Poitiers         | vom 29. Juni bis 1. Juli 2001        |
| 114.      | Paris            | vom 28. bis 30. Juni 2002.           |
| 115.      | Bordeaux         | vom 27. bis 29. Juni 2003            |
| 116.      | Toulouse         | vom 2. bis 4. Juli 2004.             |
| 117.      | Lyon             | vom 8. bis 10. Juli 2005             |
| 118.      | Onzain           | vom 7. bis 9. Juli 2006.             |
| 119.      | Montpellier      | vom 29. Juni bis 1. Juli 2007        |
| 120.      | Reims            | vom 4. bis 6. Juli 2008.             |
| 121.      | Strasbourg       | vom 3. bis 5. Juli 2009              |
| 122.      | Grenoble         | vom 2. bis 4. Juli 2010.             |
| 123.      | Aix-en-Provence  | vom 8. bis 10. Juli 2011.            |
| 124.      | Paris            | vom 6. bis 8. Juli 2012.             |
| 125.      | Nantes           | vom 5. bis 7. Juli 2013              |
| 126.      | Toulouse         | vom 4. bis 6. Juli 2014.             |
| 127.      | Rouen            | vom 3. bis 5. Juli 2015              |
| 128.      | Lille            | vom 1. bis 3. Juli 2016.             |
| 129.      | Montpellier      | vom 30. Juni bis 2. Juli 2017        |
| 130.      | Reims            | vom 6. bis 8. Juli 2018              |
| 131.      | Grenoble         | vom 5. bis 7. Juli 2019              |
| 132.      | Nancy            | vom 11. bis 13. September 2020.      |
| 133.      | Troyes           | vom 2. bis 4. Juli 2021              |
| 134.      | Valence          | vom 17. bis 19. Juni 2022            |
| 135.      | Belfort          | vom 7. bis 9. Juli 2023              |
| 136.      | Toulouse         | vom 5. bis 7. Juli 2024              |
| 137.      | Lyon             | Datum derzeit noch nicht festgelegt. |

## Taufe
Um Faluchard zu werden, muss der Student einen oder mehrere Paten finden, die ihm bei einer Veranstaltung mit dem Titel „Taufe“ zur Seite stehen.
Während dieser Veranstaltung muss er beweisen, dass er die Faluche tragen möchte.
Wenn seine Antworten von der Versammlung als zufriedenstellend bewertet werden, darf er die Haube tragen und einen Eid ablegen.

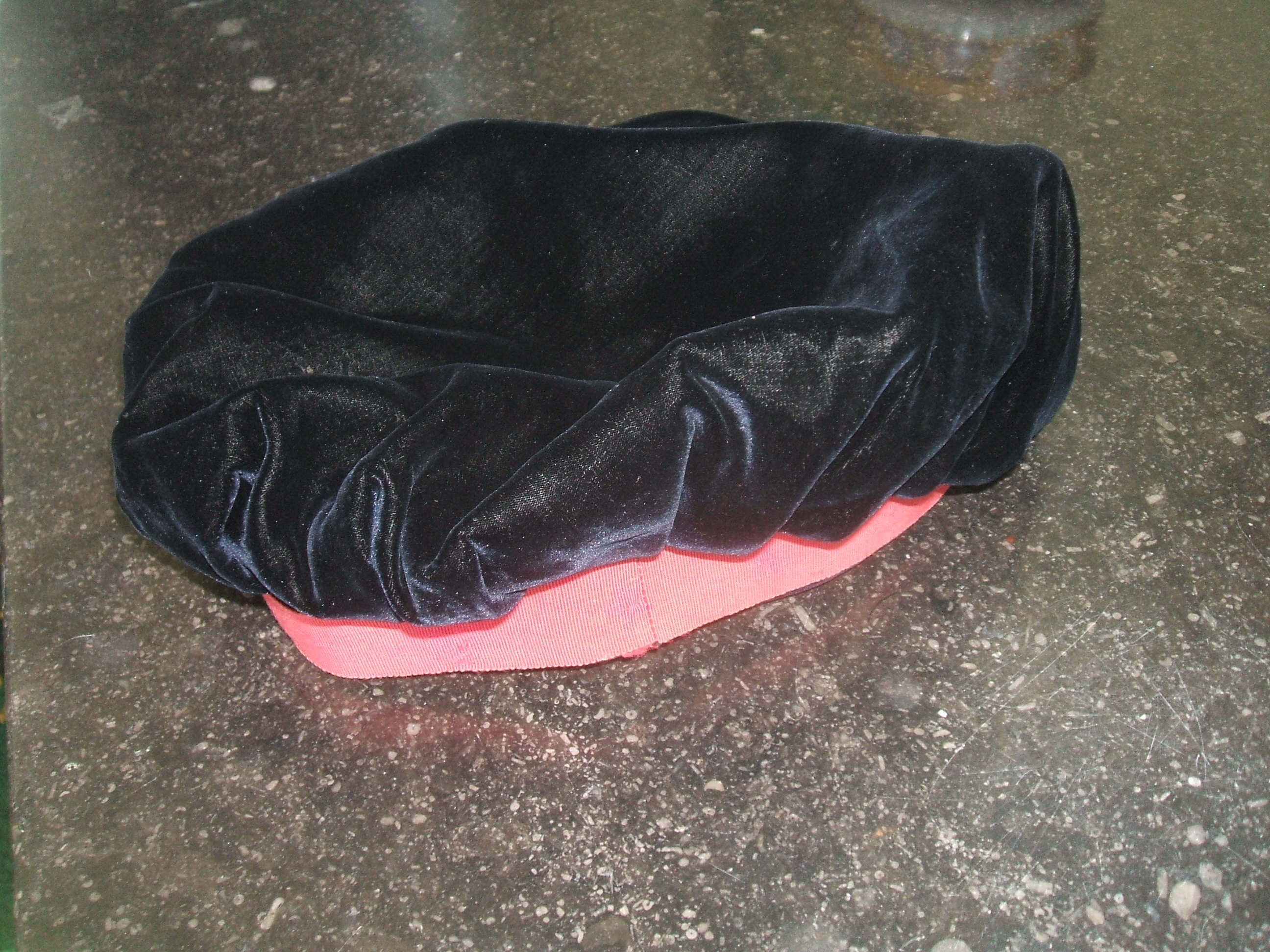
Medizinstudenten-Faluche aus den 1950er Jahren, mit dem Circulaire aus Samt in roter Farbe.

## Kodex und Besonderheiten

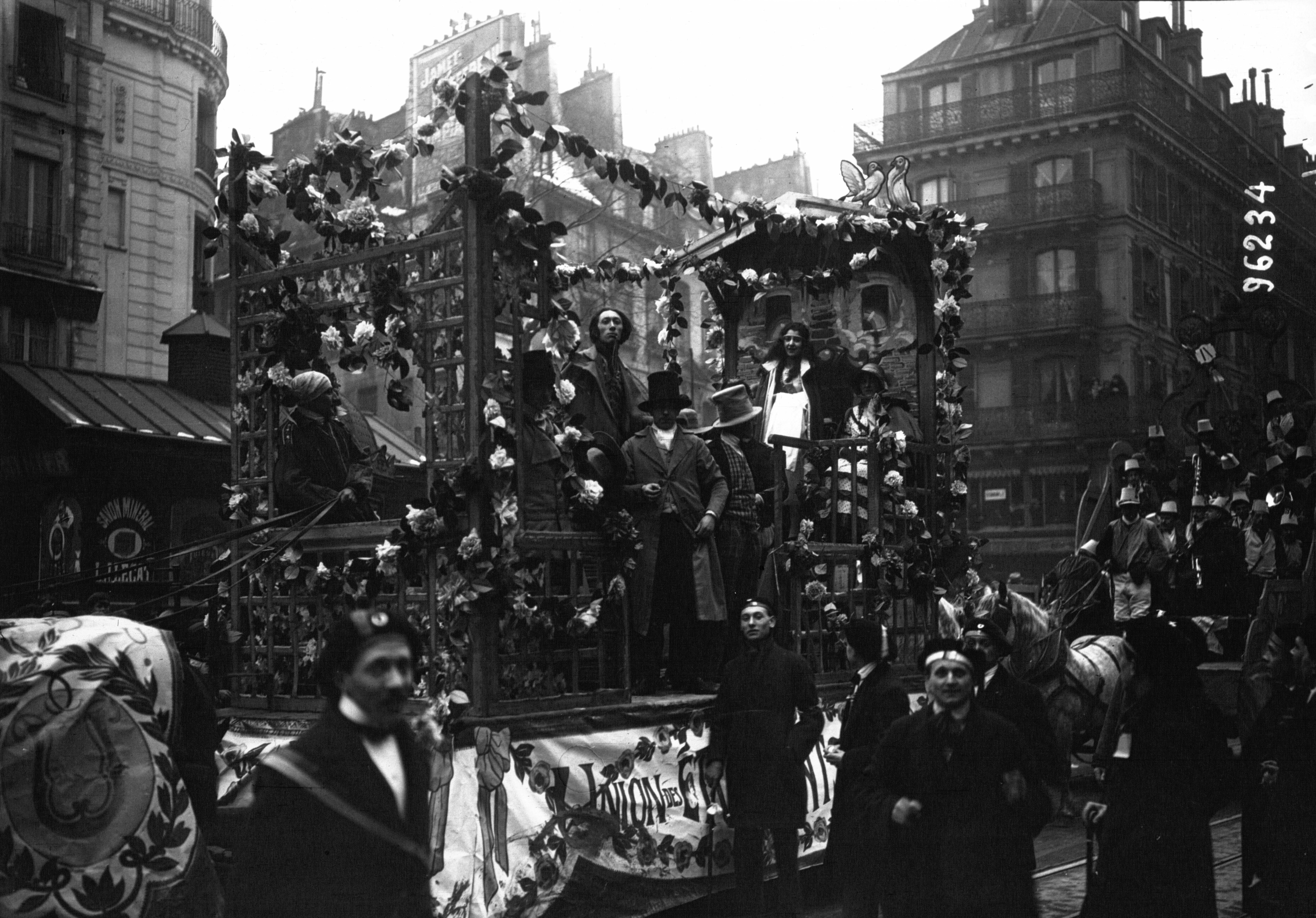
Der Wagen der Studenten im Umzug der Mi-Carême beim Karneval von Paris 1922. Es werden sieben Faluches unterschieden.

Die Kodexe für die Funktionsweise der Faluche, die in den verschiedenen Städten mündlich weitergegeben wurden, wichen schließlich voneinander ab. Um sie zu vereinheitlichen, fand am 8. März 1976 in Lille ein Treffen statt, bei dem eine Zusammenfassung der verschiedenen bestehenden Kodexe verfasst wurde, die sich am Kodex von Toulouse orientierte. In der letztgenannten Stadt wurde dieser Text im Dezember 1986 als nationaler Kodex angenommen. Seitdem wird er jedes Jahr auf dem Jubiläumskongress aktualisiert. Drei Varianten des Faluche-Kodex sind tatsächlich anerkannt und legitim: der oben erwähnte nationale Kodex, der im nationalen Kodex erwähnte Kodex von Montpellier und der aus historischen Gründen elsässische Kodex. Einige Städte oder Universitäten haben jedoch ihre eigenen, ausgeprägten Besonderheiten wie die Universität Panthéon-Assas und die Stadt Lyon, die im Übrigen einen eigenen Kodex für sich beansprucht.

## Nationaler Kodex
Seit 1986 regelt der Nationaler Kodex die Farben und Insignien der Faluche. Diese geben Aufschluss über den akademischen Werdegang, die Vorlieben, Qualitäten und Fehler des Trägers. Das Lesen der Faluches ermöglicht es, etwas über den Studiengang und das Leben des Studenten zu erfahren.
Ein Teil der Faluche ist für die offiziellen Insignien reserviert, der andere Teil gehört ihrem Besitzer. Die Art und Weise, wie man seine Faluche näht, variiert.
Der Ciculaire ist mit einem Stoffstreifen bedeckt, der die Farben des Studienfachs aufgreift und so eine Unterscheidung der Studiengänge ermöglicht. Dieser Stoff ist aus Satin, außer bei gesundheitsbezogenen Studiengängen, bei denen er aus Samt ist.
|  |
|  |
|  |
|  |

|  |
|  |
|  |
|  |

|  |
|  |
|  |
|  |

|  |
|  |
|  |
|  |

|  |
|  |
|  |
|  |

|  |
|  |
|  |
|  |

|  |
|  |
|  |
|  |

|  |
|  |
|  |
|  |

|  |
|  |
|  |
|  |

|  |
|  |
|  |
|  |

|  |
|  |
|  |
|  |

|  |
|  |
|  |
|  |

|  |
|  |
|  |
|  |

|  |
|  |
|  |
|  |

|  |
|  |
|  |
|  |

|  |
|  |
|  |
|  |

|  |
|  |
|  |
|  |

|  |
|  |
|  |
|  |

|  |
|  |
|  |
|  |

|  |
|  |
|  |
|  |

|  |
|  |
|  |
|  |

|  |
|  |
|  |
|  |

|  |
|  |
|  |
|  |

|  |
|  |
|  |
|  |

|  |
|  |
|  |
|  |

|  |
|  |
|  |
|  |

|  |
|  |
|  |
|  |

|  |
|  |
|  |
|  |

|  |
|  |
|  |
|  |

|  |
|  |
|  |
|  |

|  |
|  |
|  |
|  |

|  |
|  |
|  |
|  |

|  |
|  |
|  |
|  |

|  |
|  |
|  |
|  |

|  |
|  |
|  |
|  |

|  |
|  |
|  |
|  |

|  |
|  |
|  |
|  |

|  |
|  |
|  |
|  |

### Elsässischer Kodex

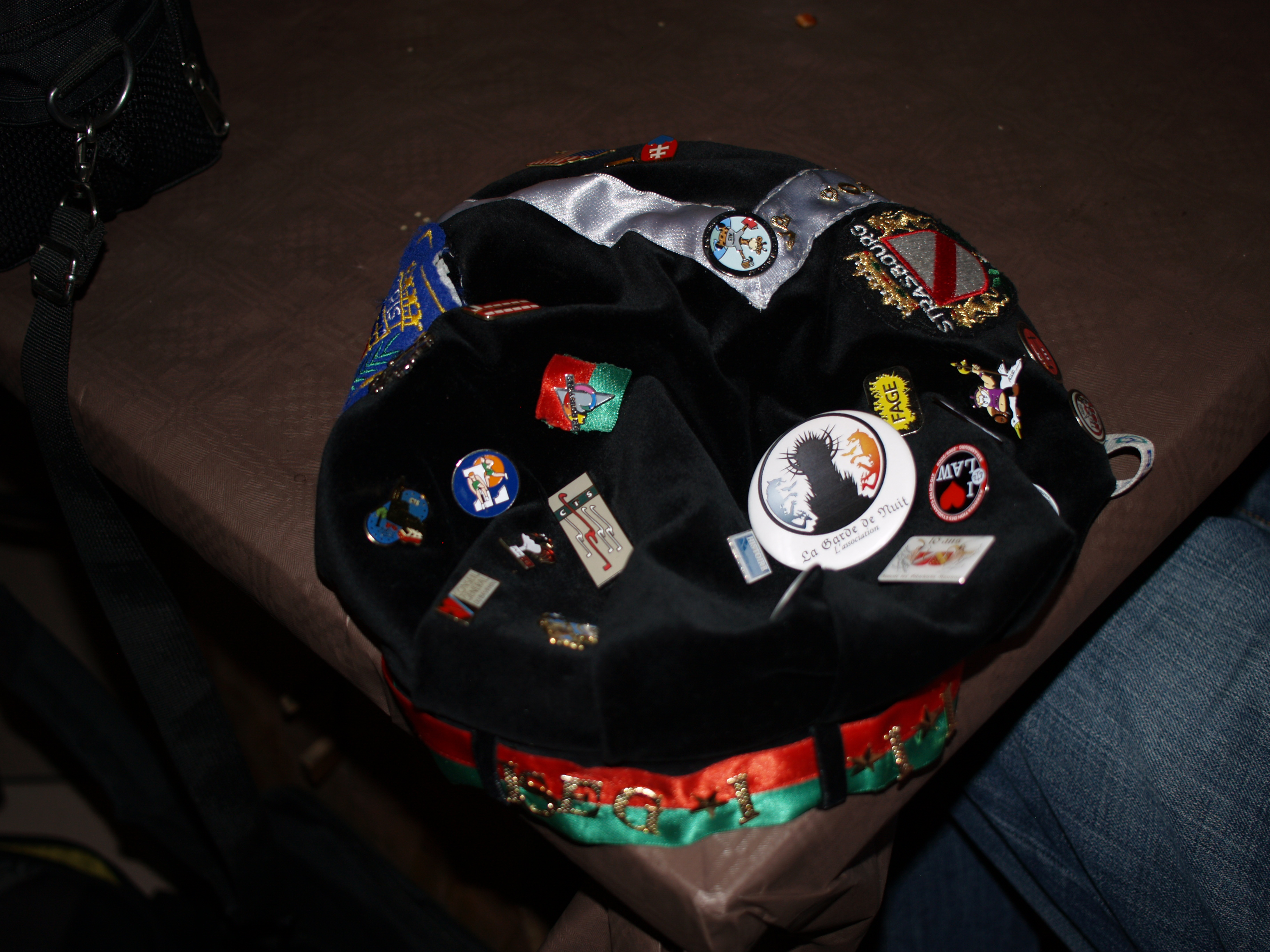
Eine Faluche alsacienne von Studenten der Handelshochschule

Die elsässische Faluche stammt aus dem Jahr 1909, als Pharmaziestudenten aus Straßburg sie von einem Kongress in Nancy mitbrachten, als Zeichen ihrer Verbundenheit mit den französischen Ideen. Im Elsass hat sich der Kodex kaum verändert, da die Entwicklungen hauptsächlich auf die Einführung neuer Studiengänge zurückzuführen sind.
Neben Unterschieden in den Farben der Spinnfäden, Abzeichen und der Anordnung der Bänder ist die elsässische Faluche daran zu erkennen, dass es Schlaufen an einem weichen Umfang gibt und kein Stadt- oder Regionalband vorhanden ist, da das Stadtwappen für sich selbst steht. Die Zugehörigkeit des Faluchards zum Vorstand eines Branchenverbands wird durch das Vorhandensein eines V ausgehend von der Rückseite der Faluche und in Richtung ihrer Mitte weisend, in den Farben der Branche ausgedrückt.
Die Großmeister werden durch TVAs (Très Vénérables Anciens) ersetzt, die unter den Faluchards mit mehr als zwei Jahren Faluchenzugehörigkeit kooptiert werden. Sie können aus allen Studiengängen stammen und haben die Aufgabe, die Faluchardentraditionen zu wahren, insbesondere bei den verschiedenen Zeremonien. Faluchards können das Erinnerungsband zum Gedenken an die elsässischen Studenten Evakuierte in Clermont-Ferrand während des Zweiten Weltkriegs tragen.

### Montpelliers Kodex

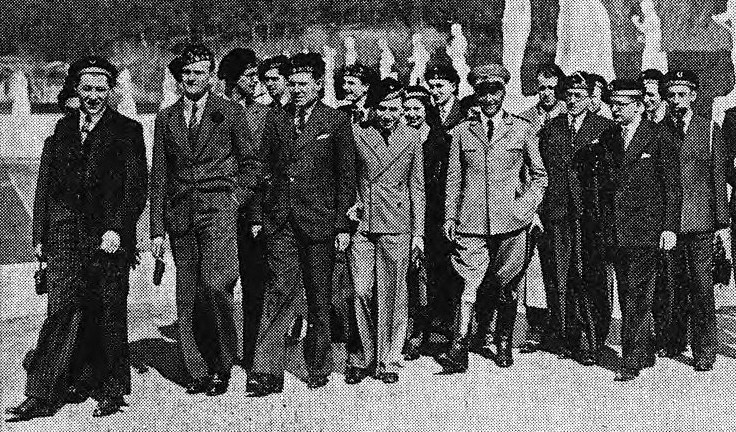
Französische Studenten beim Besuch in Rom im März 1935.

Die Faluche zeichnet sich dadurch aus, dass sie vier Risse in den Farben des studierten Hauptfachs aufweist und so vier gleiche Teile aus schwarzem Samt bildet. Diese Tradition ehrt Rabelais, der im XVI. Jahrhundert an der Medizinische Fakultät Montpellier studierte. Der genaue Ursprung bleibt unbekannt.
Die Farben der Studiengänge können vom nationalen Kodex abweichen – so tragen Psychologiestudenten gelben und violetten Satin –, und wenn dies nicht der Fall ist, sollen sich die crevés auf die UFR beziehen, zu der der Studiengang des Täuflings gehört. So hat ein Student der Theaterwissenschaft beispielsweise gelbe Crevetten, die auf die Universität Paul Valéry hinweisen. Für die medizinischen Studiengänge sind die Circulaire aus Satinstoff und nicht aus Samt. Der Studiengang Medizin trägt, um sich vom roten Satinstoff des Studiengangs Jura zu unterscheiden, ein bordeauxrotes Circulaire (also aus Satinstoff) anstelle des nationalen roten Samtstoffs.

## Unterschiede zu Studentenverbindungen
Die Faluche ist wie die Studentenverbindungen eine studentische Tradition, unterscheidet sich aber in einigen Punkten von ihnen. Zum Beispiel gibt es kein Lebensbundprinzip, da man nur als Student ein Faluchard ist. Es gibt auch keine Gemeinschaft im engeren Sinne, am ehesten könnte man die örtlichen Faluchard-Vereine mit Studentenverbindungen vergleichen. Diese sind jedoch dennoch von Studentenverbinundungen zu unterscheiden, da es sich eher um Vereine handelt, die Veranstaltungen organisieren, Abzeichen, Bänder für Kopfbedeckungen usw. kaufen und verkaufen. Sie haben weder die gleichen Aktivitäten noch die gleichen Grundsätze.
Sogenannte "Faluches-Familien", die die "Abstammung" zwischen "Paten" und "Patenkinder" zusammenfassen, können mit den Beziehungen zwischen "Leibburschen" und "Leibfüchsen" verglichen werden, mit dem Unterschied, dass, während die Faluches mehrere Paten zulassen, die Studentenverbindungen die Wahl eines Leibburschen auf ein einziges Mitglied beschränken.
Die Faluche ist auch ihrem Wesen nach unpolitisch und nicht religiös, wohingegen manche Studentenverbindungen solche Ausrichtungen für sich beanspruchen (siehe auch Burschenschaft, katholische Studentenverbindung, christliche Studentenverbindung).
Eine besondere Stellung nimmt hier die einzige Studentenverbindung Frankreichs, die EStV Robert Schuman Argentorata (RSA), ein, welche seit 2004 Faluchards und seit 2006 auch Faluchardes aufnimmt. Infolge der Aufnahmen wurde das studentische Brauchtum aus Deutschland, d. h. der Comment, um die französischen Studententraditionen bereichert, wodurch ein eigenständiger Comment mit besonderer Prägung geschaffen werden konnte. Ausprägung dessen ist beispielsweise, dass die Füchse der RSA zum Dank der Abwendung der Suspension eine Faluche (auch: königsblau-elsässischer Deckel) tragen.